# Pseudomenarus
Pseudomenarus is een geslacht van kevers uit de familie van de loopkevers (Carabidae). De wetenschappelijke naam van het geslacht is voor het eerst geldig gepubliceerd in 1964 door Shibata.

## Soorten
Het geslacht Pseudomenarus is monotypisch en omvat slechts de volgende soort:
- Pseudomenarus flavomaculatus Shibata, 1964